# Вільямс (команда Формули-1)
Вільямс (англ. Williams, офіційна назва Williams Racing) — британська команда та конструктор у перегонах Формули-1. Є дев'ятиразовим переможцем Кубка конструкторів. Заснована сером Френком Вільямсом та Партіком Гедом у 1977 році після двох попередніх невдалих спроб Френка: Frank Williams Racing Cars та Walter Wolf Racing. Всі шасі Вільямс мають індекс FW, на честь засновника команди.
Першою гонкою команди стало Гран-прі Іспанії 1977 році, де вони використовували шасі March. Тільки у наступному році команда Вільямс почала будувати власне шасі. Перша перемога прийшла у 1979 році на Гран-прі Великої Британії. За кермом, в той історичний момент був Клей Регаццоні. На Гран-прі Великої Британії 1997 року, Жак Вільнев виграв 100-й Гран-прі для Вільямс. Таким чином, Вільямс став третьою командою у історії Формули-1 (після Феррарі та Макларен), яка виграла більше 100 Гран-прі.
Крім участі у чемпіонаті Формули 1 Williams F1 займається іншими технологічними розробками. Компанія заснувала компанії Williams Advanced Engineering та Williams Hybrid Power, які займаються адаптацією технологій, розроблених для Формули 1, для комерційного використання. У Катарі, компанія побудувала Williams Technology Centre.

## Історія

### Frank Williams Racing Cars (1969—1976)
У 1968 році молодий ентузіаст автомобільних перегонів Френк Вільямс разом зі своїм другом, гонщиком Пірсом Кариджем узяли участь у чемпіонаті Європи Формули-2 на клієнтському шасі Brabham. Після успіхів у Формулі-2, Френк купив для Кариджа шасі Brabham BT26A для Формули-1, задля участі у змаганнях 1969 року. За чутками, це навіть викликало гнів Джека Бребхема, тому що при купівлі, Френк Вільямс сказав, що він братиме участь тільки у Чемпіонаті «Серія Тасманії» та Формули-5000, а не у Формулі-1. Уже в першому сезоні 1969 року, Каридж зайняв 2 місце на Гран-прі Монако та на Гран-прі США.
Гарні результати у гонках привернули увагу аргентинського виробника автомобілів De Tomaso, який побудував шасі на сезон 1970 року. Проте шасі виявилось дуже невдалим і у першим чотирьох гонках сезону Каридж не фінішував, а на Гран-прі Голландії в результаті аварії загинув. Брайану Редману и Тіму Шенкену, двом іншим гонщикам команди, так і не вдалося фінішувати хоча б раз за сезон. Після настільки провального сезону контракт з De Tomaso було розірвано.
Для сезону 1971 року Френк Вільямс придбав торішнє шасі March 701. Основним пілотом був Генрі Пескароло. Згодом шасі було змінено на March 711 проте результати були слабкі. Також на Гран-Грі Франції 1971 на шасі March 701 за команду виступав француз Макс Жан. Команді постійно не вистачало коштів і вона намагалась просто протриматись ще одну гонку. За результатами сезону команда заробила 4 очка, а Генрі Пескароло посів 17 місце у заліку пілотів.

### Williams F1 (1977—1979)

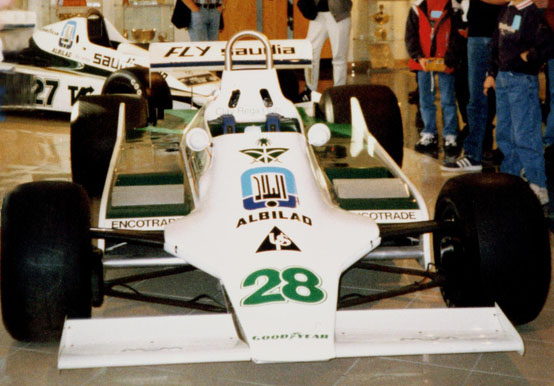
Williams FW07 на заводі Williams в Дідкоті.

Нову команду створили в 1977 році Френк Вільямс і Патрік Гед під назвою Williams Grand Prix Engineering. Патрік Нев на клієнтському шасі March 761 брав участь в 11 Гран-прі сезону. Найкращим досягненням команди стало 7 місце на Гран-прі Італії в Монці.
На сезон 1978 Патрік Гед спроектував своє перше шасі — FW06. У команду прийшов австралійський пілот Алан Джонс, який вже мав одну перемогу на Гран-прі в 1977 році за Shadow. Шасі не відрізнялося надійністю, але на Гран-прі США Джонс закінчив гонку другим. У підсумку, Williams став 9-м за підсумками сезону, а Алан Джонс — 11-м в заліку пілотів.
У 1979 році Гед спроектував FW07 — перше шасі команди з граунд-ефектом. Крім того, Williams став членом FOCA (асоціації конструкторів Формули-1), що дозволило команді виставляти по 2 гонщика на Гран-прі. Другим пілотом став Клей Регаццоні. Команда отримала нових спонсорів з Саудівської Аравії і стала називатися Albilad-Saudia Racing Team. І вже на 9 етапі сезону на Гран-прі Великої Британії Алан Джонс виграв перший поул, а Регаццоні здобув першу перемогу в історії команди. Підсумки сезону — 5 перемог, 3 поули, 113 очок, 2 місце в Кубку конструкторів, 3 місце Алана Джонса в заліку пілотів.

### 1980-ті
1980-і роки почалися для команди з першого великого успіху — в сезоні 1980 року команда виграла свій перший Кубок конструкторів, випередивши майже вдвічі за очками Ligier, а Алан Джонс став чемпіоном світу, випередивши на 13 очок Нельсона Піке.
Чемпіонат 1981 року команда почала також дуже вдало — на перших 2 етапах (США-Захід і Бразилія) Алан Джонс і Карлос Ройтеман робили дублі (1-2 місце). Однак, потім в ряді етапів виникали як механічні проблеми, так і гоночні інциденти, в тому числі і між партнерами по команді. В результаті, чемпіоном світу став Нельсон Піке, а Джонс і Ройтеман зайняли 2 і 3 місце, що дозволило команді взяти другий поспіль Кубок конструкторів.
Сезон 1982 року запам'ятався своєрідним рекордом — новачок команди Кеке Росберг, який замінив Алана Джонса, останній покинув гонки Формули-1, виграв чемпіонат світу, здобувши перемогу лише в одній гонці сезону. Після 2 перших гонок сезону Ройтемана замінювали Маріо Андретті і Дерек Делі — але без особливого успіху, що і виразилося в підсумковому четвертому місці команди в заліку Кубка конструкторів. За швидкістю команда була вже не в змозі конкурувати з турбованими двигунами Ferrari і Renault.
Це показав і 1983 рік — команда залишилася на 4 місці, далеко відставши від команд, що використовували турбодвигун — Ferrari, Renault і Brabham-BMW. Легендарний Ford Cosworth DFV, який брав участь у Формулі-1 аж з 1967 року, не дивлячись на модифікацію DFY, значно програвав в потужності турбованим півторалітровим двигунам. І якщо на Гран-прі Монако, де потужність двигуна не настільки важлива, Кеке Росберг здобув перемогу, то на інших етапах команда була неконкурентоспроможною. В результаті, останній етап сезону Кеке Росберг і Жак Лаффіт провели на новому шасі FW09 з турбодвигуном Honda RA163E 1.5 V6T.

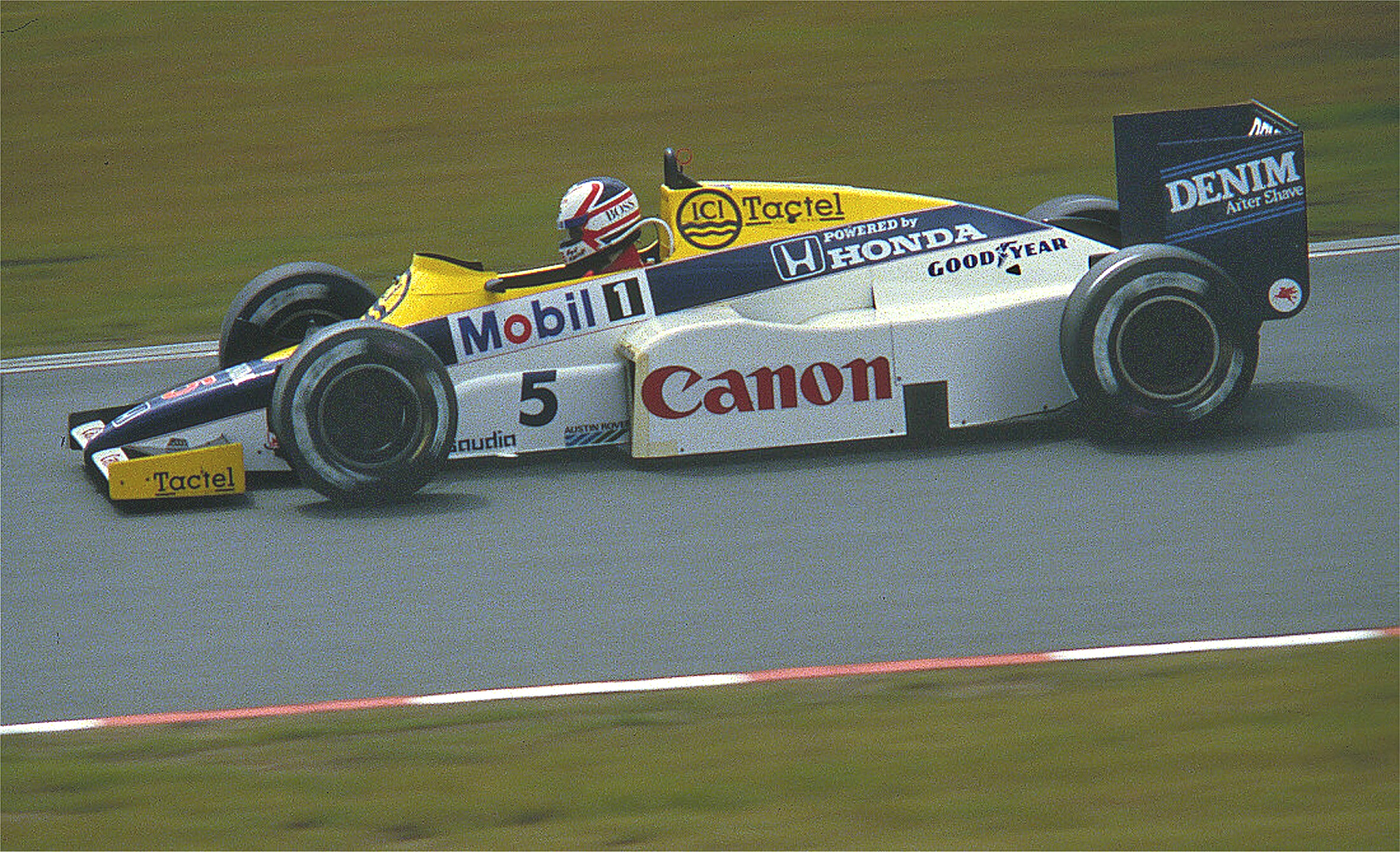
Williams FW10 Найджела Менселла.

Однак, 1984 рік став роком проблем з надійністю двигуна Honda RA163E/RA164E і шасі FW09. У підсумку, незважаючи на 1 перемогу, команда зайняла лише 6 місце з 25.5 очками.
1985 рік став кроком вперед — 4 перемоги, 3 поули, 71 очко, 3 місце в загальному заліку. Шасі FW10 стало першим для Williams, виконаним з карбонового композиту. В результаті, коли були усунені проблеми з надійністю двигуна Honda RA165E, а Патрік Хед удосконалив шасі (FW10B) — це виявилося найсильнішим поєднанням. В останніх 3 гонках сезону Кеке Росберг і Найджел Менселл заробили 3 перемоги, одне 2-е місце і одне 3-е.
У підсумку, в 1986 році шасі FW11 стало найкращим. Кубок конструкторів виграно з перевагою в 45 очок у McLaren, однак в особистому заліку Найджел Менселл і Нельсон Піке, борючись між собою, відбирали очки один в одного. В результаті, Менселл поступився титулом в особистому заліку Алену Просту в останніх перегонах сезону після вибуху покришки на своєму боліді.
Сезон 1987 став роком домінування команди. Нельсон Піке став чемпіоном світу, Менселл посів друге місце в загальному заліку (здобувши 6 перемог проти трьох у Піке). Команда виграла Кубок конструкторів з перевагою в 61 очко перед McLaren. Було здобуто 9 перемог і виграно 12 поулів.
У 1988 році (в останній рік використання турбодвигунів у Формулі-1) команду покинув моторист — Honda підписала контракт з McLaren. 3-кратний чемпіон світу Нельсон Піке перейшов в Lotus. Атмосферний двигун Judd CV мав хороші характеристики, але був вкрай ненадійним — в результаті тільки 7 місце (20 очок) в Кубку конструкторів.
1989 рік став роком початку співпраці з новим мотористом — «Рено». Команда зайняла 2 місце в Кубку конструкторів, а Ріккардо Патрезе виявився третім у заліку пілотів.

### 1990-ті
1990-ті роки можна назвати найкращими в історії команди — виграно 5 Кубків конструкторів і 4 чемпіонати світу. З 1991 по 1997 рік команда не опускалася нижче 2 місця в заліку Кубка конструкторів.
У сезоні 1990 виграно дві гонки (Гран-прі Сан-Марино і Гран-прі Угорщини). Підсумок — 4 місце в загальному заліку.
У 1991 році з Ferrari в якості бойового пілота повернувся Найджел Менселл, який отримав в першому ж сезоні після повернення 5 перемог. І хоча обіграти McLaren і Айртона Сенну в тому сезоні не вдалося через невдало проведених перших п'яти етапів сезону, був закладений фундамент у вигляді шасі FW14 і двигуна Renault RS3 3.5 V10 для майбутніх успіхів.
В результаті, в сезоні 1992 року рівних Williams FW14B з активною підвіскою не виявилося. Найджел Менселл, отримавши супер-зброю, домінував весь сезон і оновив цілий ряд рекордних досягнень Формули-1: він видав найтривалішу серію перемог з першої гонки сезону — 5, здобув найбільшу кількість перемог за сезон — 9, повторив рекорд Сенни 1988 го року за кількістю поул-позишн поспіль зі старту сезону — 6, виграв рекордно більшу кількість поулів за сезон — 14, попутно встановивши рекорд з найбільшого відсотку в сезоні — 88 % (14 поулів в 16 гонках) — це досягнення не перекрито до цих пір, показав найбільшу кількість швидких кіл за сезон — 8, набрав найбільшу кількість очок за сезон — 108, створив найбільший відрив від віце-чемпіона світу — 52 очка (причому другим в чемпіонаті став не хто інший, як другий пілот команди Ріккардо Патрезе) і, нарешті, став чемпіоном світу за 5 етапів до фінішу сезону — колишній рекорд був 3 етапи до фінішу.
Незважаючи на успіх, на сезон 1993 роки команда запросила до складу Алена Проста, який повернувся в гонки після пропущеного 1992 року. Найджел Менселл вже виступав разом з Простом в одній команді в 1990 році і був категорично проти ще одного спільного сезону з французьким чемпіоном, і в підсумку пішов як з команди, так і з Формули-1. А Прост став чемпіоном світу вчетверте і після сезону закінчив кар'єру гонщика, Деймон Хілл зайняв 3 місце. Кубок конструкторів виграно майже з дворазовим перевагою в очках над командою McLaren.
Наступний чемпіонат (1994) склався дуже драматично. Триразовий чемпіон світу Айртон Сенна перейшов у Williams, але невдало виступив на перших 3 етапах, а на гонці в Імолі (Гран-прі Сан-Марино) розбився на смерть. В результаті, першим пілотом команди став Деймон Хілл. І якщо за підсумками сезону команді вдалося випередити Benetton в Кубку конструкторів, то в особистому заліку все вирішилося на заключному етапі не на користь пілота Williams.
У 1995 році Benetton почали використовувати двигуни Renault, такі ж, як на болідах Williams. В результаті швидкість суперників різко зросла, і гонщиками Френка Вільямса сезон програний і в Кубку конструкторів (2 місце), і в особистому заліку.
Але після відходу Міхаеля Шумахера в Ferrari, Williams без особливого опору виграли чемпіонат 1996 року. Деймон Хілл завоював чемпіонський титул, а дебютант Жак Вільнев здобув кілька перемог і став другим. Незабаром після цього Williams несподівано розлучилася зі своїм чемпіоном, якого змінив Гайнц-Гаральд Френтцен. Чемпіонат 1997 року пройшов в боротьбі з Ferrari Міхаеля Шумахера, що закінчилася скандальним тараном на Гран-прі Європи 1997 року. Вільнев, проте, став чемпіоном світу, Шумахера, за неспортивну поведінку, позбавили другого місця, на яке піднявся Френтцен. Таким чином, за два роки обидва пілоти команди займали 1-2 місця в заліку чемпіонату світу, відповідно, були виграні два Кубки конструкторів.
1998 рік команда була змушена почати без заводських двигунів Renault — компанія згорнула свою програму у Формулі-1. Не знайшовши гідної заміни найкращому двигуну чемпіонатів 1992—1997 років, команда втратила лідерські позиції, незважаючи на те, що користувалася фактично модернізованими моторами Renault зразка 1997 року з новою назвою Mecachrome. У 1998 році ще вдалося зайняти призове 3 місце в Кубку конструкторів, але в 1999-му — вийшло зайняти лише п'яте місце, за 2 роки не було здобуто жодної перемоги.

### 2000-ні
У 2000-х роках, в умовах зростання бюджетів команд, підтримуваних великими автомобільними виробниками, Williams, одна з останніх незалежних команд, стала втрачати позиції.
У сезон 2000 року команда вступила з новим мотористом — BMW і новим пілотом — талановитим новачком Дженсоном Баттоном. В результаті, команда не змогла скласти конкуренцію домінуючим з великим відривом Ferrari і McLaren, однак зайняла 3 місце, що стало кроком вперед.
У 2001 році в команду прийшов талановитий гонщик Хуан Пабло Монтойя (переможець «Інді-500»). Сезон став більш вдалим — незважаючи на 3 місце в підсумковому заліку, вдалося здобути 4 перемоги і заробити 4 поули.
У 2002 році вдалося зробити крок вперед в Кубку конструкторів, випередивши McLaren, однак скласти хоч якусь конкуренцію Ferrari не вдалося. Підсумок — 92 очка, 1 перемога. Багато фахівців називали двигун BMW P82 найпотужнішим в сезоні, що дозволило виграти 7 кваліфікацій, але в гонках шасі FW24 поступалося Ferrari F2002.
У сезоні 2003 року команда до кінця сезону боролася за перемогу і в Кубку конструкторів, і в особистому заліку, проте, в кінці сезону поступилася, залишившись на 2 місці в командному заліку і на 3 (зусиллями Хуана Пабло Монтойї) — в особистому.
У 2004 році був зроблений крок назад — лише 4 місце в командному заліку, 1 перемога і 1 поул. Після цього повністю змінився склад пілотів — після закінчення сезону Хуан Пабло Монтойя і Ральф Шумахер покинули команду.
2005 року команда провела з парою «бойових» пілотів Ніком Хайдфельдом і Марком Веббером. Результат — 5 місце, 1 поул, 4 подіуми і жодної перемоги. Крім того, 2005 рік став останнім, в якому BMW постачав двигуни для Williams.
В результаті, протягом 2006 року команда комплектувалась двигуном Cosworth CA2006. У підсумку сезон вийшов просто провальним — 8 місце, 11 очок. Команда була змушена шукати більш конкурентоспроможний двигун, в результаті чого був підписаний контракт з Toyota.
Після провального сезону 2006 ніхто не сподівався на гарний виступ Williams в сезоні 2007. Однак непогане шасі Williams FW29 і рушій від Toyota, завдяки пілотам Ніко Росбергу і Алексу Вюрцу, дозволили набрати 33 очки і зайняти 4-е місце в Кубку Конструкторів. Причому австрійському ветерану Вюрцу навіть вдалося посісти 3-е місце на Гран-прі Канади в Монреалі. А Ніко Росберг зміг 11 разів потрапити у фінальний сегмент кваліфікації. В останніх перегонах сезону — на Гран-прі Бразилії — замість Вюрца, який завершив спортивну кар'єру, на старт вийшов дебютант Формули-1 — японець Кадзукі Накадзіма. Примітно, що в Кубку Конструкторів Williams виявився далеко попереду Toyota — заводської команди свого постачальника двигунів, яка мала в рази більше фінансування.
У 2008 році команда Williams продовжила використовувати мотори Toyota. Напарником Росберга став дебютант Накадзіма. У Кубку конструкторів Williams зайняв лише 8-е місце, набравши 26 очок. Болід Williams FW30 був надійним, але недостатньо швидким, гонщикам команди вдалося заробити очки лише в декількох гонках. До успіхів команди можна віднести тільки два подіуми, завойованих Ніко Росбергом — 3-е місце Гран-прі Австралії і 2-е місце на Гран-прі Сінгапуру.
У 2009 році команда зайняла 7-е місце в Кубку конструкторів, набравши 34.5 очок. Пілотами команди, як і в попередньому сезоні, були Ніко Росберг і Кадзукі Накадзіма. Виступали вони на болідах Williams FW31 з моторами Toyota. Всі очки для команди заробив Ніко Росберг.

### 2010-ті
У 2010 році за кермо болідів Williams FW32 з моторами Cosworth сіли Рубенс Баррікелло і чемпіон GP2 2009 року Ніко Гюлькенберг. Сезон команда закінчила на 6-му місці в Кубку конструкторів, набравши 69 очок (за новою системою нарахування). З досягнень в цьому сезоні слід відзначити, мабуть, тільки несподіваний поул Гюлькенберга під завісу сезону — в кваліфікації перед Гран-прі Бразилії, який він завоював на підсихаючій трасі.
На 2011 рік команда підписала великий спонсорський контракт з венесуельською нафтовою компанією PDVSA, яка підтримувала свого співвітчизника, чемпіона GP2 2010 року Пастора Мальдонадо — який в результаті і змінив Гюлькенберга в кокпіті Williams FW33 з мотором Cosworth.
У сезонах 2012 — 2013 років команда використовувала мотори Renault. 17 січня 2012 року напарником Мальдонадо став бразилець Бруно Сенна, племінник триразового чемпіона світу Айртона Сенни, який виступав за команду в своєму роковому 1994 році. У 2013 році замість Бруно Сенни за команду сера Френка в ролі напарника Пастора Мальдонадо виступав молодий фінський гонщик Вальттері Боттас. 30-го травня 2013 року оголошено, що з 2014-го року команда перейшла на мотори Mercedes. 6 березня 2014 року, на офіційному сайті команди опублікована інформація про те, що титульним спонсором команди став відомий виробник спиртних напоїв — компанія Martini & Rossi, і команда офіційно змінила свою назву на WILLIAMS MARTINI RACING.

## Пілоти

### Чемпіони світу
У складі команди Williams виступали багато провідних гонщиків Формули-1. Перш за все, це пілоти, що вигравали чемпіонат світу. Цікаво, що 7 перемог в чемпіонаті світу в складі Williams здобули 7 різних пілотів.
| Сезон | Чемпіон    | Громадянство    | Поули | Перемоги | Подіуми | Швидкі кола | Очки | Перемога     | Відрив (очок) |
| ----- | ---------- | --------------- | ----- | -------- | ------- | ----------- | ---- | ------------ | ------------- |
| 1980  | А. Джонс   | Австралія       | 3     | 5        | 10      | 5           | 67   | Етап 13 з 14 | 13            |
| 1982  | К. Росберг | Фінляндія       | 1     | 1        | 6       | 0           | 44   | Етап 16 з 16 | 5             |
| 1987  | Н. Піке    | Бразилія        | 4     | 3        | 11      | 4           | 73   | Етап 15 з 16 | 12            |
| 1992  | Н. Менселл | Велика Британія | 14    | 9        | 12      | 8           | 108  | Етап 11 з 16 | 52            |
| 1993  | А. Прост   | Франція         | 13    | 7        | 12      | 6           | 99   | Етап 14 з 16 | 26            |
| 1996  | Д. Хілл    | Велика Британія | 9     | 8        | 10      | 5           | 97   | Етап 16 з 16 | 19            |
| 1997  | Ж. Вільнев | Канада          | 10    | 7        | 8       | 3           | 81   | Етап 17 з 17 | 39            |

### Поул-позиції
Поули пілотів Williams на рахунку 18 гонщиків. Найбільше поул-позицій також на рахунку Найджела Менселла (як всього, так і в одному сезоні — 1992 (14)). Найбільше поулів поспіль у Алена Проста — з Гран-прі Південної Африки 1993 року по Гран-прі Канади 1993 року. На даний момент останній поул для команди завоював Феліпе Масса на Гран-прі Австрії 2014 року.
| Позиція | Пілот              | Громадянство    | Поули | Сезони (поулів в сезоні)                                    |
| ------- | ------------------ | --------------- | ----- | ----------------------------------------------------------- |
| 1       | Найджел Менселл    | Велика Британія | 28    | 1985 (1), 1986 (2), 1987 (8), 1991 (2), 1992 (14), 1994 (1) |
| 2       | Деймон Хілл        | Велика Британія | 20    | 1993 (2), 1994 (2), 1995 (7), 1996 (9)                      |
| 3       | Ален Прост         | Франція         | 13    | 1993 (13)                                                   |
| 3       | Жак Вільнев        | Канада          | 13    | 1996 (3), 1997 (10)                                         |
| 4       | Хуан Пабло Монтойя | Колумбія        | 11    | 2001 (3), 2002 (7), 2003 (1)                                |
| 5       | Алан Джонс         | Австралія       | 6     | 1979 (3), 1980 (3)                                          |
| 5       | Нельсон Піке       | Бразилія        | 6     | 1986 (2), 1987 (4)                                          |
| 5       | Ріккардо Патрезе   | Італія          | 6     | 1989 (1), 1991 (4), 1992 (1)                                |

### Швидкі кола
Швидкі кола в Гран-Прі на шасі Williams показували 16 пілотів. Найбільше швидких кіл у найуспішнішого пілота Williams — Найджела Менселла — 23 (в тому числі 8 у сезоні 1992 року, в якому він став чемпіоном).
| Позиція | Пілот              | Громадянство    | Швидкі кола | Сезони (швидких кіл в сезоні)                              |
| ------- | ------------------ | --------------- | ----------- | ---------------------------------------------------------- |
| 1       | Найджел Менселл    | Велика Британія | 23          | 1985 (1), 1986 (4), 1987 (3), 1988 (1), 1991 (6), 1992 (8) |
| 2       | Деймон Гілл        | Велика Британія | 19          | 1993 (4), 1994 (6), 1995 (4), 1996 (5)                     |
| 3       | Алан Джонс         | Австралія       | 13          | 1978 (2), 1979 (1), 1980 (5), 1981 (5)                     |
| 4       | Нельсон Піке       | Бразилія        | 11          | 1986 (7), 1987 (4)                                         |
| 4       | Хуан Пабло Монтойя | Колумбія        | 11          | 2001 (3), 2002 (3), 2003 (3), 2004 (2)                     |
| 5       | Ріккардо Патрезе   | Італія          | 10          | 1989 (1), 1990 (4), 1991 (2), 1992 (3)                     |

### Подіуми, участь в Гран-Прі, очки
| Позиція           | Пілот            | Громадянство    | Кількість |
| Подіуми           | Подіуми          | Подіуми         | Подіуми   |
| ----------------- | ---------------- | --------------- | --------- |
| 1                 | Найджел Менселл  | Велика Британія | 43        |
| 2                 | Деймон Хілл      | Велика Британія | 40        |
| 3                 | Ріккардо Патрезе | Італія          | 24        |
| Участь в Гран-Прі |                  |                 |           |
| 1                 | Найджел Менселл  | Велика Британія | 95        |
| 2                 | Ральф Шумахер    | Німеччина       | 94        |
| 3                 | Ріккардо Патрезе | Італія          | 81        |
| Очки              |                  |                 |           |
| 1                 | Найджел Менселл  | Велика Британія | 369       |
| 2                 | Деймон Хілл      | Велика Британія | 326       |
| 3                 | Ральф Шумахер    | Німеччина       | 232       |

## Результати виступів Формулі-1
В якості конструктора Williams  досягли наступного:
- Відсоток перемог у чемпіонатах конструкторів: 19,6%
- Відсоток перемог у чемпіонатах водіїв: 15,2%
- Відсоток виграшу: 13,6%

| Результати виступів в Формулі-1                                                 | Результати виступів в Формулі-1                                                             | Результати виступів в Формулі-1 | Результати виступів в Формулі-1             | Результати виступів в Формулі-1 | Результати виступів в Формулі-1 | Результати виступів в Формулі-1                                | Результати виступів в Формулі-1 | Результати виступів в Формулі-1 |
| ------------------------------------------------------------------------------- | ------------------------------------------------------------------------------------------- | ------------------------------- | ------------------------------------------- | ------------------------------- | ------------------------------- | -------------------------------------------------------------- | ------------------------------- | ------------------------------- |
| (курсив вказує на не заводських учасників; жирний вказує на виграні чемпіонати) |                                                                                             |                                 |                                             |                                 |                                 |                                                                |                                 |                                 |
| Рік                                                                             | Назва                                                                                       | Шасі                            | Двигун                                      | Шини                            | №                               | Пілот                                                          | Очки                            | Місце                           |
| 1977                                                                            | Williams Grand Prix Engineering                                                             | March 761                       | Ford-Cosworth DFV 3.0 V8                    | G                               | 27.                             | Патрік Нів                                                     | Н/Д                             | Н/Д                             |
| 1978                                                                            | Williams Grand Prix Engineering                                                             | FW06                            | Ford-Cosworth DFV 3.0 V8                    | G                               | 27.                             | Алан Джонс                                                     | 11                              | 9                               |
| 1979                                                                            | Albilad-Saudia Racing Team                                                                  | FW06 FW07                       | Ford-Cosworth DFV 3.0 V8                    | G                               | 27. 28.                         | Алан Джонс Клей Регаццоні                                      | 75                              | 2                               |
| 1980                                                                            | Albilad Williams Racing Team                                                                | FW07 FW07B                      | Ford-Cosworth DFV 3.0 V8                    | G                               | 27. 28.                         | Алан Джонс Карлос Ройтеман                                     | 120                             | 1                               |
| 1980                                                                            | Brands Hatch Racing                                                                         | FW07 FW07B                      | Ford-Cosworth DFV 3.0 V8                    | G                               | 43.                             | Дезіре Вілсон                                                  | 120                             | 1                               |
| 1980                                                                            | RAM – Penthouse Rizla Racing RAM – Rainbow Jeans Racing RAM Theodore – Rainbow Jeans Racing | FW07 FW07B                      | Ford-Cosworth DFV 3.0 V8                    | G                               | 50. 51.                         | Руперт Кіган Кевін Коган Джефф Ліс                             | 120                             | 1                               |
| 1981                                                                            | Albilad Williams Racing Team                                                                | FW07C                           | Ford-Cosworth DFV 3.0 V8                    | M G                             | 1. 2.                           | Алан Джонс Карлос Ройтеман                                     | 95                              | 1                               |
| 1981                                                                            | TAG Williams Racing Team                                                                    | FW07C                           | Ford-Cosworth DFV 3.0 V8                    | M G                             | 1. 2.                           | Алан Джонс Карлос Ройтеман                                     | 95                              | 1                               |
| 1982                                                                            | TAG Williams Racing Team                                                                    | FW07C FW08                      | Ford-Cosworth DFV 3.0 V8                    | G                               | 5. 6.                           | Карлос Ройтеман Маріо Андретті Дерек Дейлі Кеке Росберг        | 58                              | 4                               |
| 1983                                                                            | TAG Williams Racing Team                                                                    | FW08C                           | Ford-Cosworth DFV 3.0 V8                    | G                               | 1. 2. 42.                       | Кеке Росберг Жак Лаффіт Джонатан Палмер                        | 36                              | 4                               |
| 1983                                                                            | TAG Williams Racing Team                                                                    | FW09                            | Honda RA163E 1.5 V6 t                       | G                               | 1. 2. 42.                       | Кеке Росберг Жак Лаффіт Джонатан Палмер                        | 2                               | 11                              |
| 1984                                                                            | Williams Grand Prix Engineering                                                             | FW09 FW09B                      | Honda RA163E 1.5 V6 t Honda RA164E 1.5 V6 t | G                               | 5. 6.                           | Жак Лаффіт Кеке Росберг                                        | 25.5                            | 6                               |
| 1985                                                                            | Canon Williams Honda Team                                                                   | FW10 FW10B                      | Honda RA164E 1.5 V6 t                       | G                               | 5. 6.                           | Найджел Менселл Кеке Росберг                                   | 71                              | 3                               |
| 1986                                                                            | Canon Williams Honda Team                                                                   | FW11                            | Honda RA166E 1.5 V6 t                       | G                               | 5. 6.                           | Найджел Менселл Нельсон Піке                                   | 141                             | 1                               |
| 1987                                                                            | Canon Williams Honda Team                                                                   | FW11B                           | Honda RA167E 1.5 V6 t                       | G                               | 5. 6.                           | Найджел Менселл Ріккардо Патрезе Нельсон Піке                  | 137                             | 1                               |
| 1988                                                                            | Canon Williams Team                                                                         | FW12                            | Judd CV 3.5 V8                              | G                               | 5. 6.                           | Найджел Менселл Мартін Брандл Жан-Луї Шлессер Ріккардо Патрезе | 20                              | 7                               |
| 1989                                                                            | Canon Williams Team                                                                         | FW12C FW13                      | Renault RS1 3.5 V10                         | G                               | 5. 6.                           | Тьєрі Бутсен Ріккардо Патрезе                                  | 77                              | 2                               |
| 1990                                                                            | Canon Williams Team                                                                         | FW13B                           | Renault RS2 3.5 V10                         | G                               | 5. 6.                           | Тьєрі Бутсен Ріккардо Патрезе                                  | 57                              | 4                               |
| 1991                                                                            | Canon Williams Team                                                                         | FW14                            | Renault RS3 3.5 V10                         | G                               | 5. 6.                           | Найджел Менселл Ріккардо Патрезе                               | 125                             | 2                               |
| 1992                                                                            | Canon Williams Team                                                                         | FW14B                           | Renault RS3C 3.5 V10 Renault RS4 3.5 V10    | G                               | 5. 6.                           | Найджел Менселл Ріккардо Патрезе                               | 164                             | 1                               |
| 1993                                                                            | Canon Williams Team                                                                         | FW15C                           | Renault RS5 3.5 V10                         | G                               | 0. 2.                           | Деймон Гілл Ален Прост                                         | 168                             | 1                               |
| 1994                                                                            | Rothmans Williams Renault                                                                   | FW16 FW16B                      | Renault RS6 3.5 V10                         | G                               | 0. 2.                           | Деймон Гілл Айртон Сенна Девід Култгард Найджел Менселл        | 118                             | 1                               |
| 1995                                                                            | Rothmans Williams Renault                                                                   | FW17 FW17B                      | Renault RS7 3.0 V10                         | G                               | 5. 6.                           | Деймон Гілл Девід Култгард                                     | 112                             | 2                               |
| 1996                                                                            | Rothmans Williams Renault                                                                   | FW18                            | Renault RS8 3.0 V10                         | G                               | 5. 6.                           | Деймон Гілл Жак Вільнев                                        | 175                             | 1                               |
| 1997                                                                            | Rothmans Williams Renault                                                                   | FW19                            | Renault RS9 3.0 V10                         | G                               | 3. 4.                           | Жак Вільнев Гайнц-Гаральд Френтцен                             | 123                             | 1                               |
| 1998                                                                            | Winfield Williams                                                                           | FW20                            | Mecachrome GC37-01 3.0 V10                  | G                               | 1. 2.                           | Жак Вільнев Гайнц-Гаральд Френтцен                             | 38                              | 3                               |
| 1999                                                                            | Winfield Williams                                                                           | FW21                            | Supertec FB01 3.0 V10                       | B                               | 5. 6.                           | Алессандро Дзанарді Ральф Шумахер                              | 35                              | 5                               |
| 2000                                                                            | BMW WilliamsF1 Team                                                                         | FW22                            | BMW E41 3.0 V10                             | B                               | 9. 10.                          | Ральф Шумахер Дженсон Баттон                                   | 36                              | 3                               |
| 2001                                                                            | BMW WilliamsF1 Team                                                                         | FW23                            | BMW P80 3.0 V10                             | M                               | 5. 6.                           | Ральф Шумахер Хуан-Пабло Монтоя                                | 80                              | 3                               |
| 2002                                                                            | BMW WilliamsF1 Team                                                                         | FW24                            | BMW P82 3.0 V10                             | M                               | 5. 6.                           | Ральф Шумахер Хуан-Пабло Монтоя                                | 92                              | 2                               |
| 2003                                                                            | BMW WilliamsF1 Team                                                                         | FW25                            | BMW P83 3.0 V10                             | M                               | 3. 4.                           | Хуан-Пабло Монтоя Ральф Шумахер Марк Жене                      | 144                             | 2                               |
| 2004                                                                            | BMW WilliamsF1 Team                                                                         | FW26                            | BMW P84 3.0 V10                             | M                               | 3. 4.                           | Хуан-Пабло Монтоя Ральф Шумахер Марк Жене Антоніо Піццонія     | 88                              | 4                               |
| 2005                                                                            | BMW WilliamsF1 Team                                                                         | FW27                            | BMW P84/5 3.0 V10                           | M                               | 7. 8.                           | Марк Веббер Нік Гайдфельд Антоніо Піццонія                     | 66                              | 5                               |
| 2006                                                                            | WilliamsF1 Team                                                                             | FW28                            | Cosworth CA2006 2.4 V8                      | B                               | 9. 10.                          | Марк Веббер Ніко Росберг                                       | 11                              | 8                               |
| 2007                                                                            | AT&T Williams                                                                               | FW29                            | Toyota RVX-07 2.4 V8                        | B                               | 16. 17.                         | Ніко Росберг Александр Вюрц Кадзукі Накаджіма                  | 33                              | 4                               |
| 2008                                                                            | AT&T Williams                                                                               | FW30                            | Toyota RVX-08 2.4 V8                        | B                               | 7. 8.                           | Ніко Росберг Кадзукі Накаджіма                                 | 26                              | 8                               |
| 2009                                                                            | AT&T Williams                                                                               | FW31                            | Toyota RVX-09 2.4 V8                        | B                               | 16. 17.                         | Ніко Росберг Кадзукі Накаджіма                                 | 34.5                            | 7                               |
| 2010                                                                            | AT&T Williams                                                                               | FW32                            | Cosworth CA2010 2.4 V8                      | B                               | 9. 10.                          | Рубенс Баррікелло Ніко Гюлькенберг                             | 69                              | 6                               |
| 2011                                                                            | AT&T Williams                                                                               | FW33                            | Cosworth CA2011K 2.4 V8                     | P                               | 11. 12.                         | Рубенс Баррікелло Пастор Мальдонадо                            | 5                               | 9                               |
| 2012                                                                            | Williams F1 Team                                                                            | FW34                            | Renault RS27-2012 2.4 V8                    | P                               | 18. 19.                         | Пастор Мальдонадо Бруно Сенна                                  | 76                              | 8                               |
| 2013                                                                            | Williams F1 Team                                                                            | FW35                            | Renault RS27-2013 2.4 V8                    | P                               | 16. 17.                         | Пастор Мальдонадо Вальттері Боттас                             | 5                               | 9                               |
| 2014                                                                            | Williams Martini Racing                                                                     | FW36                            | Mercedes PU106A Hybrid 1.6 V6 t             | P                               | 19. 77.                         | Феліпе Масса Вальттері Боттас                                  | 320                             | 3                               |
| 2015                                                                            | Williams Martini Racing                                                                     | FW37                            | Mercedes PU106B Hybrid 1.6 V6 t             | P                               | 19. 77.                         | Феліпе Масса Вальттері Боттас                                  | 257                             | 3                               |
| 2016                                                                            | Williams Martini Racing                                                                     | FW38                            | Mercedes PU106C Hybrid 1.6 V6 t             | P                               | 19. 77.                         | Феліпе Масса Вальттері Боттас                                  | 138                             | 5                               |
| 2017                                                                            | Williams Martini Racing                                                                     | FW40                            | Mercedes M08 EQ Power+ 1.6 V6 t             | P                               | 18. 19. 40.                     | Ленс Стролл Феліпе Масса Пол ді Реста                          | 83                              | 5                               |
| 2018                                                                            | Williams Martini Racing                                                                     | FW41                            | Mercedes M09 EQ Power+ 1.6 V6 t             | P                               | 18. 35.                         | Ленс Стролл Сергій Сіроткін                                    | 7                               | 10                              |
| 2019                                                                            | ROKiT Williams Racing                                                                       | FW42                            | Mercedes M10 EQ Power+ 1.6 V6 t             | P                               | 63. 88.                         | Джордж Расселл Роберт Кубіца                                   | 1                               | 10                              |
| 2020                                                                            | Williams Racing                                                                             | FW43                            | Mercedes M11 EQ Performance 1.6 V6 t        | P                               | 6. 63. 89.                      | Ніколас Латіфі Джордж Расселл Джек Ейткен                      | 0                               | 10                              |
| 2021                                                                            | Williams Racing                                                                             | FW43B                           | Mercedes M12 E Performance 1.6 V6 t         | P                               | 6. 63.                          | Ніколас Латіфі Джордж Расселл                                  | 23                              | 8                               |
| 2022                                                                            | Williams Racing                                                                             | FW44                            | Mercedes M13 E Performance 1.6 V6 t         | P                               | 6. 23. 45.                      | Ніколас Латіфі Александр Албон Нік де Вріс                     | 8                               | 10                              |
| 2023                                                                            | Williams Racing                                                                             | FW45                            | Mercedes M14 E Performance 1.6 V6 t         | P                               | 2. 23.                          | Логан Сарджент Александр Албон                                 | 28                              | 7                               |
| 2024                                                                            | Williams Racing                                                                             | FW46                            | Mercedes M15 E Performance 1.6 V6 t         | P                               | 2. 23. 43.                      | Логан Сарджент Александр Албон Франко Колапінто                | 54*                             | 5*                              |
| * Сезон триває.                                                                 |                                                                                             |                                 |                                             |                                 |                                 |                                                                |                                 |                                 |
| Джерело:                                                                        |                                                                                             |                                 |                                             |                                 |                                 |                                                                |                                 |                                 |

### Чемпіони
Наступні пілоти перемагали в чемпіонатах Формули-1 разом із командою Вільямс:
- Алан Джонс (1980)
- Кеке Росберг (1982)
- Нельсон Піке (1987)
- Найджел Менселл (1992)
- Ален Прост (1993)
- Деймон Гілл (1996)
- Жак Вільнев (1997)

## Виноски
1. ↑  Додаткові 6 очок — це очки Девіда Култгарда за Гран-прі Бразилії 1995 року, які не були зараховані до Кубка конструкторів 1995 року через використання нелегального пального.